# Luis Rafael Sánchez
Luis Rafael Sánchez Ortiz (Humacao, Puerto Rico, 17 de noviembre de 1936) es un dramaturgo, cuentista, ensayista y novelista puertorriqueño.

## Biografía
Sánchez nació y fue criado por sus padres en Humacao, ciudad que queda en el sureste de Puerto Rico. Allí estudió hasta que su familia se trasladó a San Juan, donde Sánchez terminó la educación secundaria y se matriculó en la Universidad de Puerto Rico en 1956, obteniendo el título de Bachelor of Arts. Fue durante su época de estudiante universitario que se interesó en la actuación.
En esa época actuó en las radionovelas de la emisora WNEL, pero fracasó en sus intentos de trabajar en la televisión.
Su primera obra de teatro la estrenó el Departamento de Drama de su alma máter en 1958, cuando todavía era estudiante. Ese mismo año viaja becado a Nueva York a estudiar dramaturgia y cuentística en la Universidad de Columbia.
También a fines de los años 1950 inicia como narrador: su cuento El trapito será el primero premiado, al que seguirán otros como Destierro (1958), Aleluya negra (1960) o Memorias de un eclipse (1963), que también resultarán galardonados en certámenes locales y que unidos a otros publicados en revistas y periódicos darán nacimiento a su primera recopilación de relatos: En cuerpo de camisa, 1966.
Después de obtener su Bachillerato en Artes en 1960, se incorporó como instructor auxiliar en la Universidad de Puerto Rico, que nuevamente lo beca para volver a Estados Unidos, esta vez a la Universidad de la Ciudad de Nueva York, donde en 1963 obtuvo el grado de magister. Posteriormente fue a España, donde, en 1976, obtuvo su doctorado en Literatura por la Complutense de Madrid con una tesis sobre el escritor puertorriqueño Emilio S. Belaval, que posteriormente, en 1979, sería publicada en su patria.
La pasión según Antigona Pérez es probablemente su obra de teatro más conocida. La tragedia recrea el mito de la Antígona de Sófocles y está basada en la vida de Olga Viscal Garriga (1929-1995), gran oradora miembro del Partido Nacionalista de Puerto Rico que fue condenada a ocho años de prisión por negarse a reconocer la autoridad de Estados Unidos sobre su patria. Estrenada en 1968 durante el XI Festival de Teatro Puertorriqueño, estuvo protagonizada por Myrna Vázquez en el elegante Teatro Tapia del Viejo San Juan. En 1991 y 2011 pusieron en escena nuevas versiones de gran éxito, en las que interpretaron el papel principal Alba Nydia Díaz y Yamaris Latorre, respectivamente.
La guaracha del Macho Camacho es considerada su novela cumbre. La novela, que como su nombre lo indica avanza a ritmo de guaracha, trata de la americanización de Puerto Rico y de otros temas a través de las historias de un grupo de gente que tiene en común el estar en un embotellamiento un miércoles a las cinco de la tarde. La obra ha sido objeto de numerosos ensayos, por ejemplo, el del profesor de la Universidad de Arizona, Raúl Alberto Román Riefköhl.
Políticamente es partidario de la independencia de Puerto Rico y se adhirió a la Proclama de Panamá, aprobada por unanimidad en el Congreso Latinoamericano y Caribeño por la Independencia de Puerto Rico celebrado en ese país por el Partido Independentista Puertorriqueño en 2006.
Aprovechó la beca Guggenheim que obtuvo en 1979 para residir en Río de Janeiro y la de la Academia de Artes y Ciencias de Berlín (1985) residir en la capital alemana.  La Fundación Puertorriqueña de las Humanidades lo seleccionó Humanista del Año 1996 y en ese mismo año Carlos Fuentes y Gabriel García Márquez lo invitaron a ocupar la Cátedra Julio Cortázar, con sede en la Universidad de Guadalajara. En 2012 recibió la medalla Presidencial Eugenio María de Hostos en la ciudad de Nueva York.
Sánchez es profesor emérito de la Universidad de Puerto Rico y en la de la Ciudad de Nueva York y miembro honorario de la Academia Puertorriqueña de la Lengua Española.
Luis Molina Casanova basó su película La guagua aérea (1993) en textos de Sánchez. 
La Sala de Teatro Hispanoamericano Luis Rafael Sánchez, inaugurada el 21 de abril de 2015 en la Biblioteca Águedo Mojica Marrero de la Universidad de Puerto Rico en Humacao, alberga parte de su colección personal. 
En 2016, Sánchez logró que se añadiera en el Diccionario de la Real Academia Española la palabra  "puertorriqueñidad". El registro digital ha sido el efecto inmediato del discurso que ofreció el 15 de marzo de ese año en el VII Congreso Internacional de la Lengua Española (CILE).

## Obras
Teatro
- La niña más bonita, 1958
- Cuento de la cucaracha viudita, 1959
- La hormiga y el pajarito, 1960
- Farsa del amor compradito, 1960
- El sol no ha salido, 1961
- La hiel nuestra de cada día, 1962
- O casi el alma, 1965
- La pasión según Antígona Pérez, estrenada en 1968
- Quíntuples, 1985
- Culonga la gorda, 2010

Cuento
- En cuerpo de camisa, 1966

Novela
- La guaracha del Macho Camacho, 1976
- La importancia de llamarse Daniel Santos, 1988
- Indiscreciones de un perro gringo, 2007

Ensayo
- La generación o sea, 1972
- Fabulación e ideología en la cuentística de Emilio S. Belaval, tesis de doctorado, Instituto de Cultura Puertorriqueña, 1979
- La guagua aérea, 1994
- No llores por nosotros Puerto Rico, 1997
- Devórame otra vez, 2005
- Abecé indócil, 2013

Antología
- Escribir en puertorriqueño, 2024[6]

## Sobre la obra de Sánchez
- Barradas, Efraín. Para leer en puertorriqueño. Río Piedras: Editorial Cultural, 1981.
- Birmingham-Pokorny, Elba D. Ed. The Demythologization of Language, Gender, and Culture and the Re-Mapping of Latin American Identity in Luis Rafael Sánchez's Works. Miami: Ediciones Universal, 1999.
- Colón Zayas, Eliseo. El Teatro de Luis Rafael Sánchez: Códigos, ideología y lenguaje. Madrid: Playor, 1985.
- Dalleo, Raphael. "Cultural Studies and the Commodified Public: Luis Rafael Sánchez's La guaracha del Macho Camacho and Earl Lovelace's The Dragon Can't Dance." Caribbean Literature and the Public Sphere: From the Plantation to the Postcolonial. Charlottesville: University of Virginia Press, 2011.
- Figueroa, Alvin Joaquín. La prosa de Luis Rafael Sánchez: texto y contexto. New York: Peter Lang, 1989.
- González, Christopher Thomas. Hospitable Imaginations: Contemporary Latino/a Literature and the Pursuit of a Readership (The narrative works of Luis Rafael Sánchez, Junot Diaz, Giannina Braschi), Ohio State University, 2012.
- Maeseneer, Rita De y Salvador Mercado Rodríguez. Ocho veces Luis Rafael Sánchez. Madrid: Editorial Verbum, 2008.
- Mejías López, William. A lomo de tigre: Homenaje a Luis Rafael Sánchez. Ed. Introduction by Ramón Luis Acevedo. San Juan: Editorial de la Universidad de Puerto Rico, 2015.
- Mercado Rodríguez, Salvador. Novelas bolero: ficciones musicalizadas posnacionales. San Juan: Isla Negra, 2012.
- Nouhaud, Dorita. Luis Rafael Sánchez: dramaturge, romancier et essayiste porto-ricain. Paris: L'Harmattan, 2001.
- Perivolaris, John Dimitri. Puerto Rican Cultural Identity and the Work of Luis Rafael Sánchez. Chapel Hill: U.N.C. Department of Romance Languages, 2000.
- Stanchich, Maritza. Insular interventions: Diasporic Puerto Rican Literature Bilanguaging Toward a Greater Puerto Rico (on Luis Rafael Sánchez, Luis Palés Matos, Giannina Brashi), University of California, Santa Cruz, 2003.
- Torres-Padilla, Jose L. y Carmen Haydes. Eds. Writing Off the Hyphen: New Critical Perspectives on the Puerto Rican Diaspora (Luis Rafael Sánchez, Giannina Braschi). Con un ensayo de Maritza Stanchich. University of Washington Press, 2008.
- Vázquez Arce, Carmen. Por la vereda tropical: notas sobre la cuentística de Luis Rafael Sánchez. Buenos Aires: Ediciones de la Flor, 1994.
- Waldman, Gloria. Luis Rafael Sánchez: pasión teatral. San Juan: Instituto de Cultura Puertorriqueña, 1988.